# Padus cuthbertii
Padus cuthbertii là loài thực vật có hoa trong họ Hoa hồng. Loài này được (Small) Small mô tả khoa học đầu tiên năm 1903.